# Laura Malin
Laura Malin (Rio de Janeiro, 27 de abril de 1974) é uma escritora brasileira. Ela tem escrito romances, biografias e roteiros de televisão e filmes, além de ter trabalhado como repórter e editora.

## Início da vida e carreira
Laura Malin nasceu no Rio de Janeiro em 1974, a única filha de Ana Maria B. Malin e Mauro Malin. Por causa dos problemas políticos, ela passou a primeira parte da  infância mudando-se de um lugar para outro: primeiro para Petrópolis, depois Salvador (ambos no Brasil), depois para Santa Bárbara, na Califórnia, e finalmente Paris . Ela voltou para o Brasil em 1980, ano em que escreveu seu primeiro livro (que ainda não foi publicado) chamado “O Caso da Lista Punjabi” para dar como presente de Natal à sua família.
Quando ela tinha 15 anos ela passou o verão de 1990 numa kibutz, em Israel, e no próximo ano ela voltou à França para perseguir seus estudos na literatura francesa. Durante seu tempo lá, ela desenvolveu um interesse em cinema enquanto estava assistindo ao Festival de Cinema de Cannes . Em 1997 ela se formou em Jornalismo pela Pontifícia Universidade Católica do Rio de Janeiro .
Durante o início dos anos 1990, Laura trabalhou como tradutora e jornalista. Em 1998 ela regressou à Califórnia para estudar a escrita e roteiro na Universidade de UC Berkeley. Depois de completar seus cursos, ela mudou-se para Los Angeles por dois anos, e depois voltou ao Brasil em 2000.

## Jornalismo
O primeiro emprego de Laura como repórter foi no Jornal do Brasil enquanto ela ainda era estudante universitária, em 1993. Ela evitou ser uma repórter por quase 20 anos, até que ela foi contratada para trabalhar pela Rede Globo e seu Departamento de Jornalismo da em 2012. Agora, Laura é uma editora sênior do site da emissora.

## Criadora de séries de tv
Laura estreou sua primeira série de TV como criadora e roteirista em 2002 com a Turma do Gueto (Rede Record). A série de drama de TV, um projeto revolucionário sobre as “favelas de rua”, foi imediatamente popular. Em 2005, Laura colaborou na criação de Cilada, sitcom brasileiro que durou seis temporadas e foi ao ar a canal a cabo Multishow, depois passando para a revista eletrônica Fantástico na Rede Globo. Em 2010 e 2011 Laura criou duas séries documentárias de TV documentários que foram ao ar na Rede Bandeirantes: Turma da Biblioteca e Tempo e Movimento .

## Autora do livro
Quando ela tinha 30 anos, Laura publicou seu primeiro romance, Julio & Juliano, um thriller que se passa no Rio de Janeiro. Seu segundo livro, uma biografia sobre a atriz brasileira Débora Duarte, chegou oito anos depois do primeiro. Em 2011 ela lançou Livro de Joaquim, o primeiro livro na saga épica Tempo Perdido . Em 2013,  o segundo volume for lançado, Livro de Leah. No mesmo ano Laura também lançou uma biografia sobre a "top model" Luíza Brunet. Seu primeiro livro infantil, Nada D+, foi escrito com o cantor Gabriel O Pensador, e será lançado em 2014. [ necessita atualização ]

## Trabalho no exterior
Laura começou a escrever para projetos de cinema e televisão fora do país. Em Angola, ela escreveu a série de TV chamada Novos Quilombos. Em Paris, ela desenvolveu uma série de drama para celulares. E nos Estados Unidos Laura trabalhou como roteirista no set de The River Murders, longa-metragem, um filme que ela adaptou para um personagem brasileiro in situ (Spokane, WA). Em 2009, Laura foi a Diretora Artística para a primeira edição do Hollywood Brazilian Film Festival em Los Angeles . No próximo ano, Laura escreveu e produziu um curta-metragem, Viver! que estreou no Cannes Short Film Corner.

## Roteiro e roteirização
O primeiro trabalho de Laura como roteirista principal foi no filme A Cartomante (2004). Mais tarde, ela escreveu as primeiras versões do filme Eliana em o Segredo dos Golfinhos, que foi lançado em 2005. Ela ajudou o diretor Eric Eason a filmar o thriller americano Journey to the End of the Night (2006) em locais brasileiros. Em 2009, Laura colaborou na comédia Embarque Imediato e, em 2010, um outro filme no qual Laura ajudou como a roteirista, Nosso Lar, foi lançado com muito sucesso, alcançando o quinto lugar de todos os tempos no Brasil. Agora, Laura tem dois roteiros em pré-produção: Deserto, uma coprodução com Chile; e O Fio, uma coprodução com Itália.

## Vida pessoal
Laura Malin tem duas filhas, Luisa (2001) e Alice (2003), [citation needed] do seu casamento com o ator brasileiro Danton Mello.